# Bob Dole
Robert Joseph (Bob) Dole (Russell (Kansas), 22 juli 1923 – Washington D.C., 5 december 2021) was een Amerikaans politicus van de Republikeinse Partij. Hij was senator voor Kansas van 1969 tot 1996 en partijleider van de Republikeinse Partij in de Senaat van 1985 tot 1996. Dole was de kandidaat van de Republikeinse Partij voor de presidentsverkiezingen van 1996, maar werd in de verkiezingen verslagen door de Democratische kandidaat, de zittend president Bill Clinton.

## Levensloop
Robert Joseph Dole werd geboren als zoon van Doran Ray Dole en Bina Talbot. Hij studeerde rechten aan de Universiteit van Kansas en de Universiteit van Arizona.
Tijdens de Tweede Wereldoorlog maakte Dole deel uit van de infanteriedivisie die landde in Italië. Hij raakte twee keer gewond en bracht al met al meer dan drie jaar door in ziekenhuizen. Hij ontving twee militaire onderscheidingen en verloor als gevolg van verwondingen het gebruik van vrijwel zijn gehele rechterarm.
Vanaf 1952 werkte Dole als advocaat in Russell. In 1952 werd hij gekozen tot lid van het Huis van Afgevaardigden van de staat Kansas. Twee jaar later werd hij gekozen tot openbaar aanklager in dezelfde staat. Zijn verkiezing tot lid van het nationale Huis van Afgevaardigden volgde in 1960.
In 1968 werd Dole gekozen tot lid van de Amerikaanse Senaat. Dit ambt bleef hij tot 1996 vervullen. Tijdens zijn jaren als senator was hij bovendien een aantal jaren voorzitter van de Republikeinse Partij en aanvoerder van de Republikeinen in de Senaat.
In 1976 was hij de running mate van Gerald Ford. Die verkiezingen werden evenwel gewonnen door Jimmy Carter. In 1980 deed hij een niet geslaagde poging zelf president te worden, maar hij werd in de voorronden verslagen door Ronald Reagan. Ook in 1988 deed hij nog een poging presidentskandidaat te worden; hij won de eerste voorverkiezing in Iowa, maar legde het uiteindelijk ruim af tegen George H.W. Bush.
In 1996 nam hij het als de Republikeinse presidentskandidaat op tegen Bill Clinton. Clintons populariteit was op dat moment groot en de oud ogende Dole vormde geen serieuze bedreiging voor de Democratische overwinning.
Dole was getrouwd met senator Elizabeth Dole, die in 2000 kandidaat was voor het presidentschap. Zij moest het toen evenwel afleggen tegen George W. Bush.
Dole overleed in 2021 op 98-jarige leeftijd.

## Onderscheidingen
2004: Four Freedoms Award Freedom Medal
- Bibliothèque nationale de France: cb13517908k (data)
- Gemeinsame Normdatei: 118853848
- International Standard Name Identifier: 0000 0001 2141 7663
- Library of Congress Control Number: n81117511
- MusicBrainz: 2e7fdf48-dced-471b-aef5-e4c88fe69c2a
- National Archives and Records Administration: 10568581
- Nationale Bibliotheek van Tsjechië: kup19970000022204
- Nationale Bibliotheek van Israël: 987007260543305171
- Nationale Bibliotheek van Polen: a0000003586293
- Nederlandse Thesaurus van Auteursnamen: 080200303
- SNAC: w61j9m1z
- Système universitaire de documentation: 098961179
- Trove: 1489124
- Union List of Artist Names: 500251109
- Biographical Directory of the United States Congress: D000401
- Virtual International Authority File: 84478569
- WorldCat: E39PBJyGQF4QmKc7cMGgBtRVG3